# Plestiodon barbouri
Plestiodon barbouri là một loài thằn lằn trong họ Scincidae. Loài này được Van Denburgh mô tả khoa học đầu tiên năm 1912.